# Kima Guitart
Kima Guitart (Esparraguera, 1947) es una artista textil, diseñadora y artesana española, pionera en la técnica de pintura en seda.

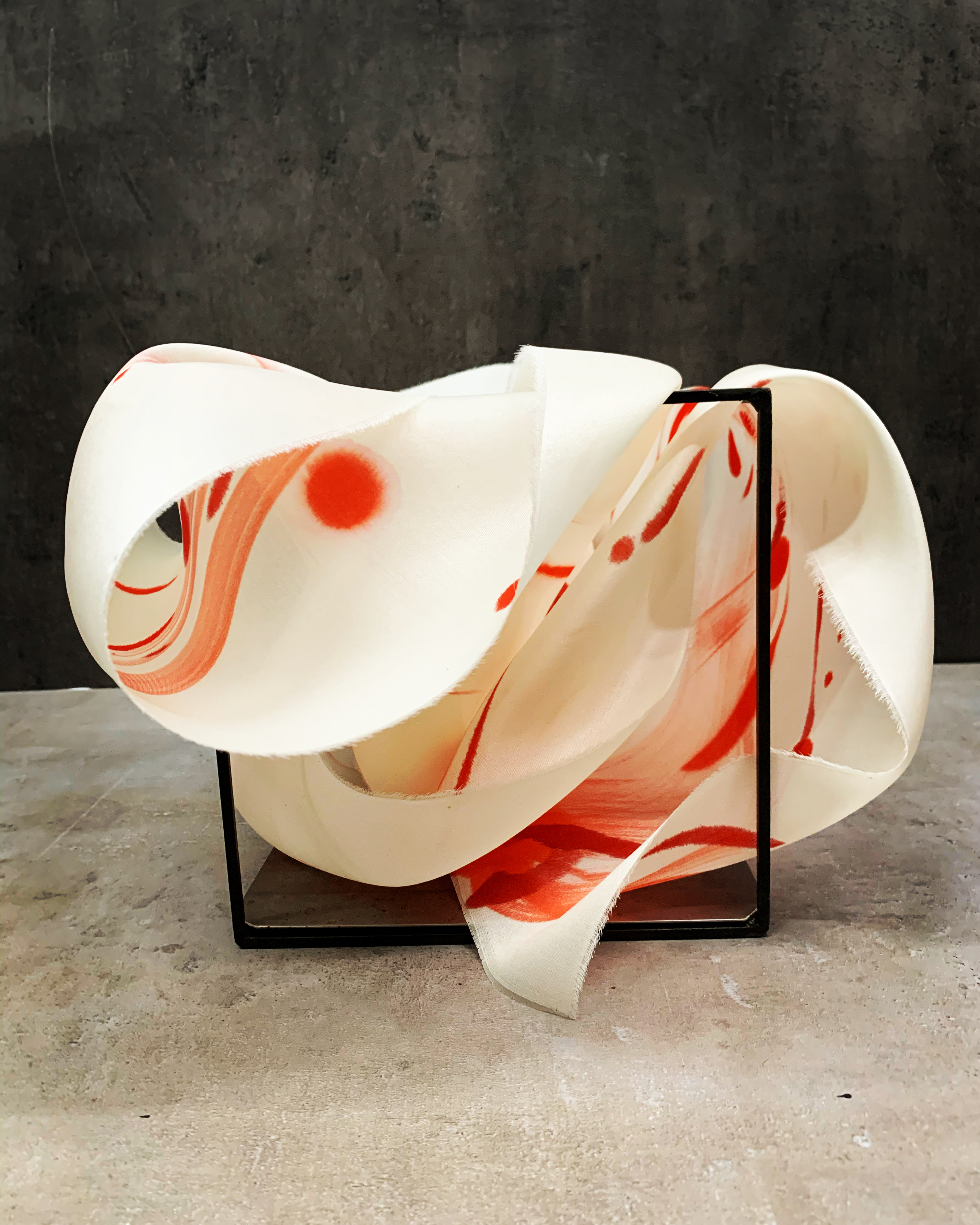
Una pieza central de "Cassandra" de Kima. El proyecto está inspirado en la novela "Cassandra" de Christa Wolf.

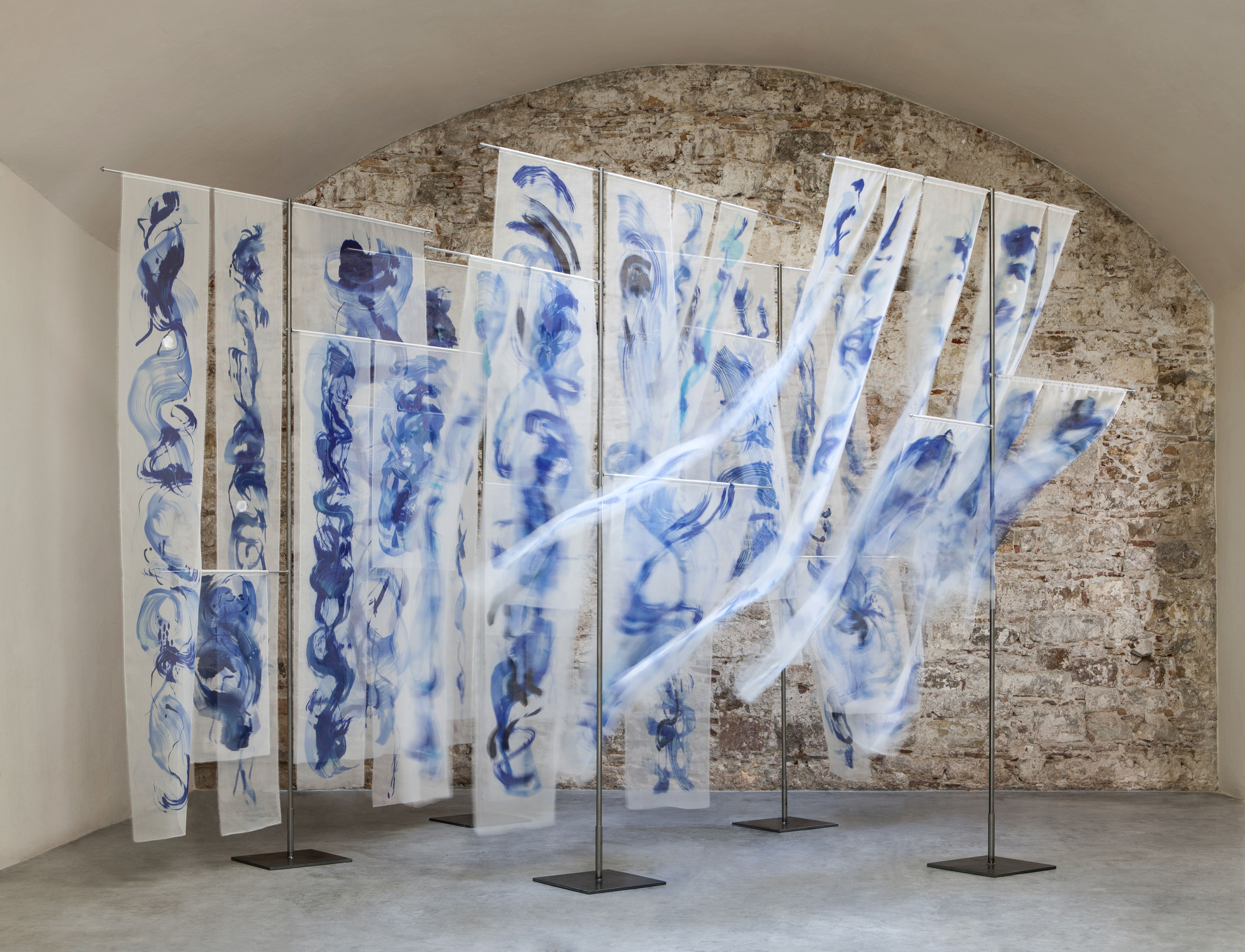
La propia interpretación de Kima de las pancartas de oración budista.

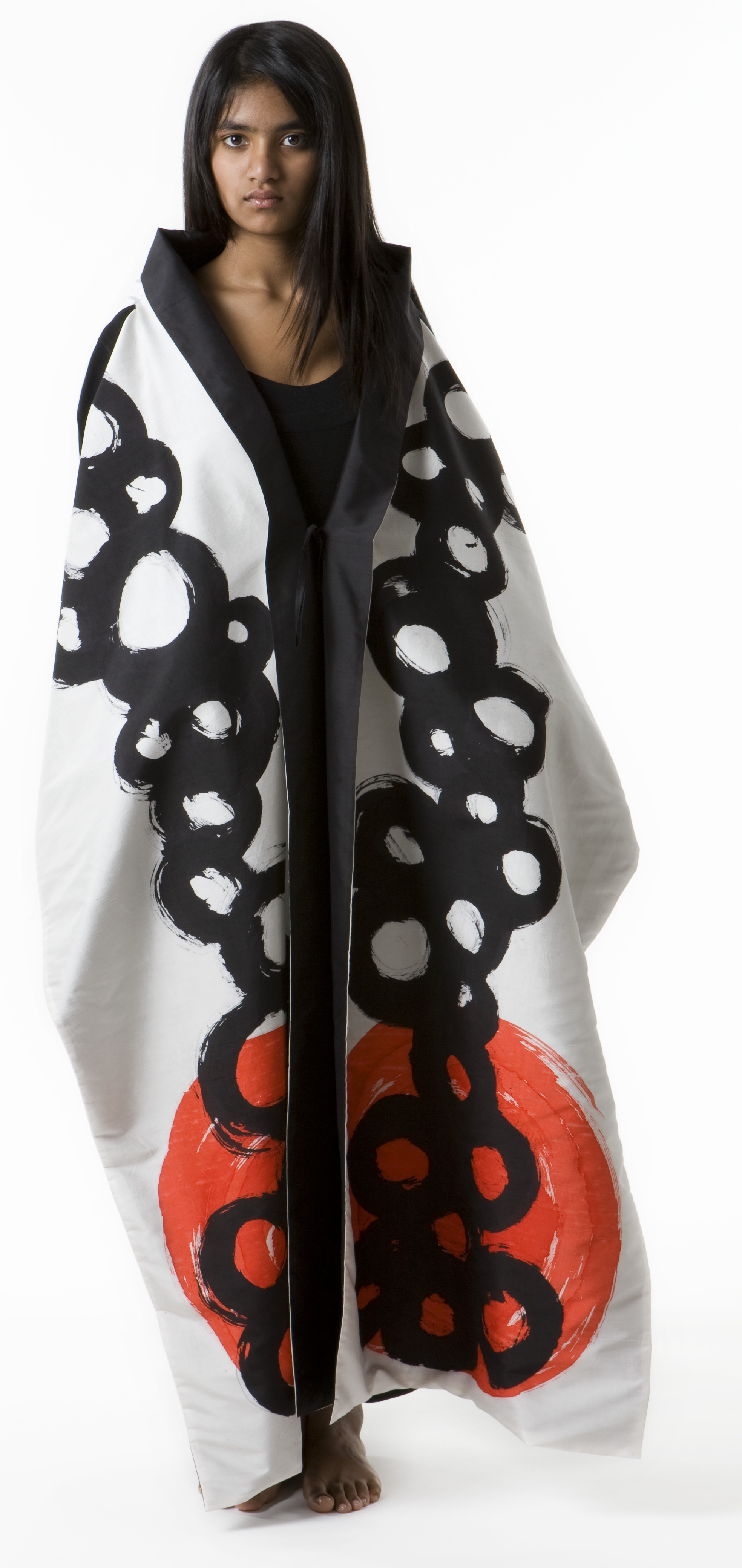
Uno de los chales pintados a mano de Kima, parte de la colección "Geometries".

## Trayectoria
En 1966, Guitart ingresó en la Escuela de Artes y Oficios de Barcelona. Más tarde realizó un taller de esmaltes con Montserrat Xicola y en 1970 continuó su formación en esmaltes en el Instituto d’Arte di Porta Romana de Florencia. En 1971 comenzó su formación en pintura sobre seda en el L. Bain Atelier de París y entre 1982 y 1983 cursó estudios en la Parson's School of Design y en el Fashion Institute of Technology de Nueva York. Para ampliar sus conocimientos realizó distintos viajes de investigación por África (Argelia, Malí, Burkina Faso, Costa de Marfil) en 1977, Japón (Kioto) en 1990 y 2015, Taos (Nuevo México) en 1994, Kuala Lumpur y Borneo en 1995 y Manila en 2012.
Su fascinación por la seda se remonta a su infancia. Comenzó dibujando en seda los reflejos del sol y del mar. En sus inicios, construía prendas de vestir convirtiendo el arte en un elemento portable. En los años 70 empezó a utilizar las prendas como soporte creativo.Trabajó con sedas, murales, indumentarias y complementos. Sus obras han sido mostradas en exposiciones individuales y colectivas en galerías de Europa, Estados Unidos y Japón. Aparte de trabajar con seda, ha realizado diseños en vajillería, tapicería, alfombras y cristalería.
Utiliza la técnica china y japonesa de estampación dándole un toque personal con influencia mediterránea.Parte de su obra es una mezcla de tradición junto a vanguardia. En sus vestidos pueden encontrarse citas ocultas a textos de Paul Valèry, Pablo Picasso, Stéphane Mallármé o Salvador Espriu. Desde 1987, también realiza trabajos para obsequios de empresas y entidades públicas creando diseños basados en la imagen de la propia marca. En 2013, realizó una donación de su obra al Museo de la Estampación de Premiá de Mar, en Barcelona. En 2017 publicó el libro Mapes de seda junto a la poeta Susanna Rafart. El libro reúne un conjunto de sedas pintadas por Guitart acompañadas con poemas de la poeta.
En el 2023 presenta en el Museo Nacional de Artes de Decorativas de Madrid  la exposición "Casandra", donde recrea el mundo del mito griego Casandra, personaje que en su obra  habla de la guerra, de las mujeres silenciadas, declaradas locas,  Casandra va en contra de la venganza, de la violencia, es una figura potentísima del feminismo.
También en el mismo año en el Templo Romano, Barcelona, presentó la exposición "Plouen Pregàries".

## Premios
- Medalla Mestre Artesá 2010. Generalidad de Cataluña. Barcelona
- Finalista del Premio Nacional de Artesanía 2012.[14]
- Finalista del "Millor disseny de l'any 2012" del FAD. Barcelona
- Finalista del "Millor disseny de l'any 2013" del FAD. Barcelona
- ARTFAD de plata, premio al mejor diseño del año 2014.[15]